# Enrico Zappoli
Enrico Guarienti Zappoli (Porto Alegre, 12 maggio 1995) è un pallavolista brasiliano schiacciatore del Belluno.